# Enaphalodes hispicornis
Enaphalodes hispicornis är en skalbaggsart som först beskrevs av Carl von Linné 1767.  Enaphalodes hispicornis ingår i släktet Enaphalodes och familjen långhorningar. Inga underarter finns listade i Catalogue of Life.